# 沙田社區網絡
沙田社區網絡（英文：Shatin Community Network，簡稱沙網），是於2015年成立的香港本土派地區組織，以沙田為主要服務地區。
沙田社區網絡由一些沙田居民因2014年末發生的雨傘革命而啟發，創立此組織抗衡一直被親中派佔多數的沙田區議會議席。2015年，沙田社區網絡於成立後，當時22歲的黃學禮於2015年香港區議會選舉贏得一個議席，成為沙田區最年輕的區議員。2019年香港區議會選舉後，改由沙田區政繼承。

## 議員

### 區議員
2016年至2019年，沙田社區網絡在1個區議會共有1個議席，議員包括：
| 區議會 | 代號 | 選區 | 姓名   | 備註 |
| ------ | ---- | ---- | ------ | ---- |
| 沙田區 | R20  | 松田 | 黃學禮 |      |

2020年至2023年，沙田社區網絡沒有在任何區議會取得議席

## 選舉

### 區議會選舉
| 選舉 | 民選得票 | 民選得票比例 | 民選議席 | 當然議席 | 議席    | +/- |
| 2015 | 3,718    | 0.26%        | 1        | 0        | 1 / 458 | 1 ▲ |
| 2019 | 8,207 ▲  | 0.28% ▲      | 1        | 0        | 2 / 458 | 1 ▲ |

## 外部連結
- 沙田社區網絡的Facebook專頁